# Wetterpark Offenbach

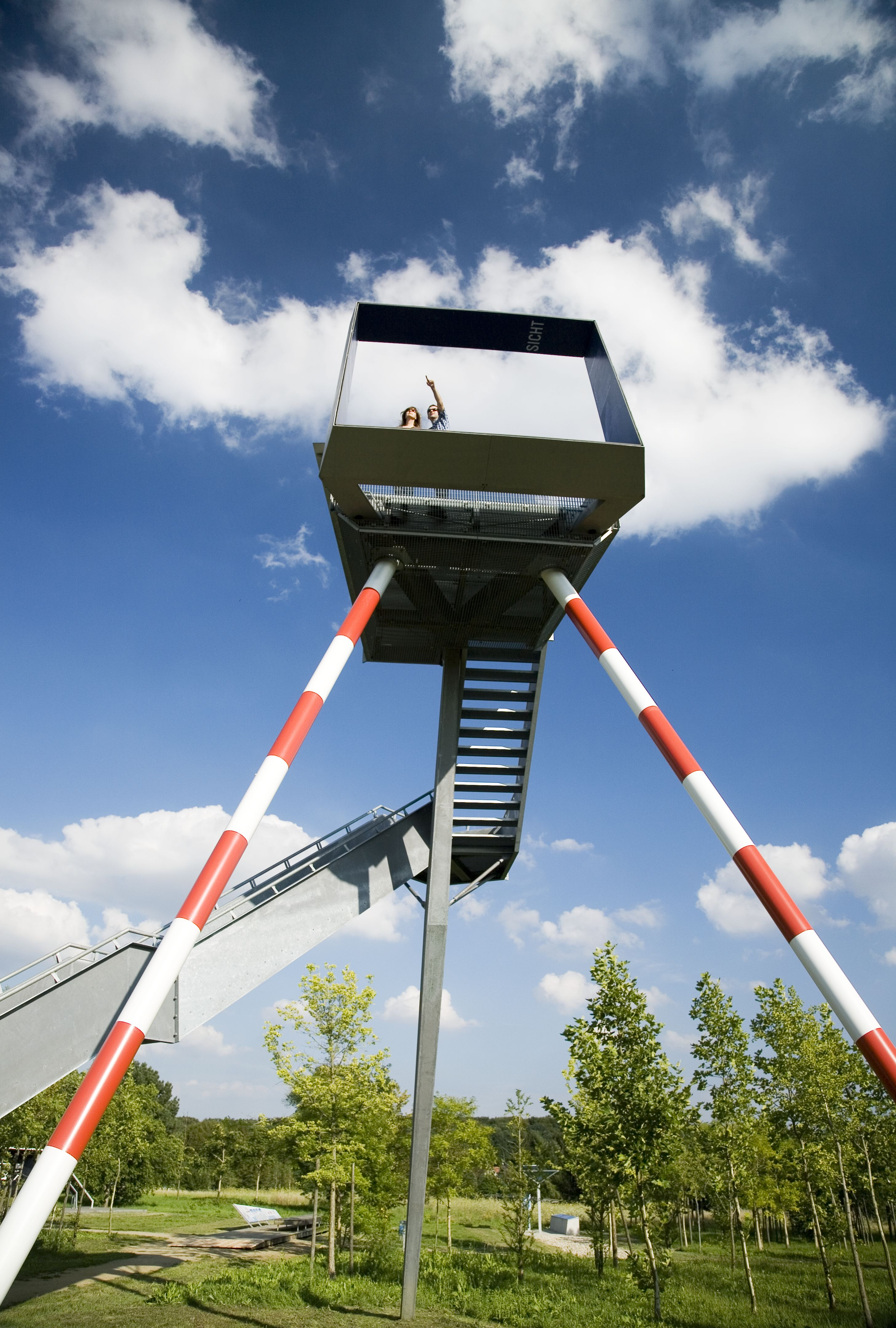
Aussichtsturm „Sicht-Turm“

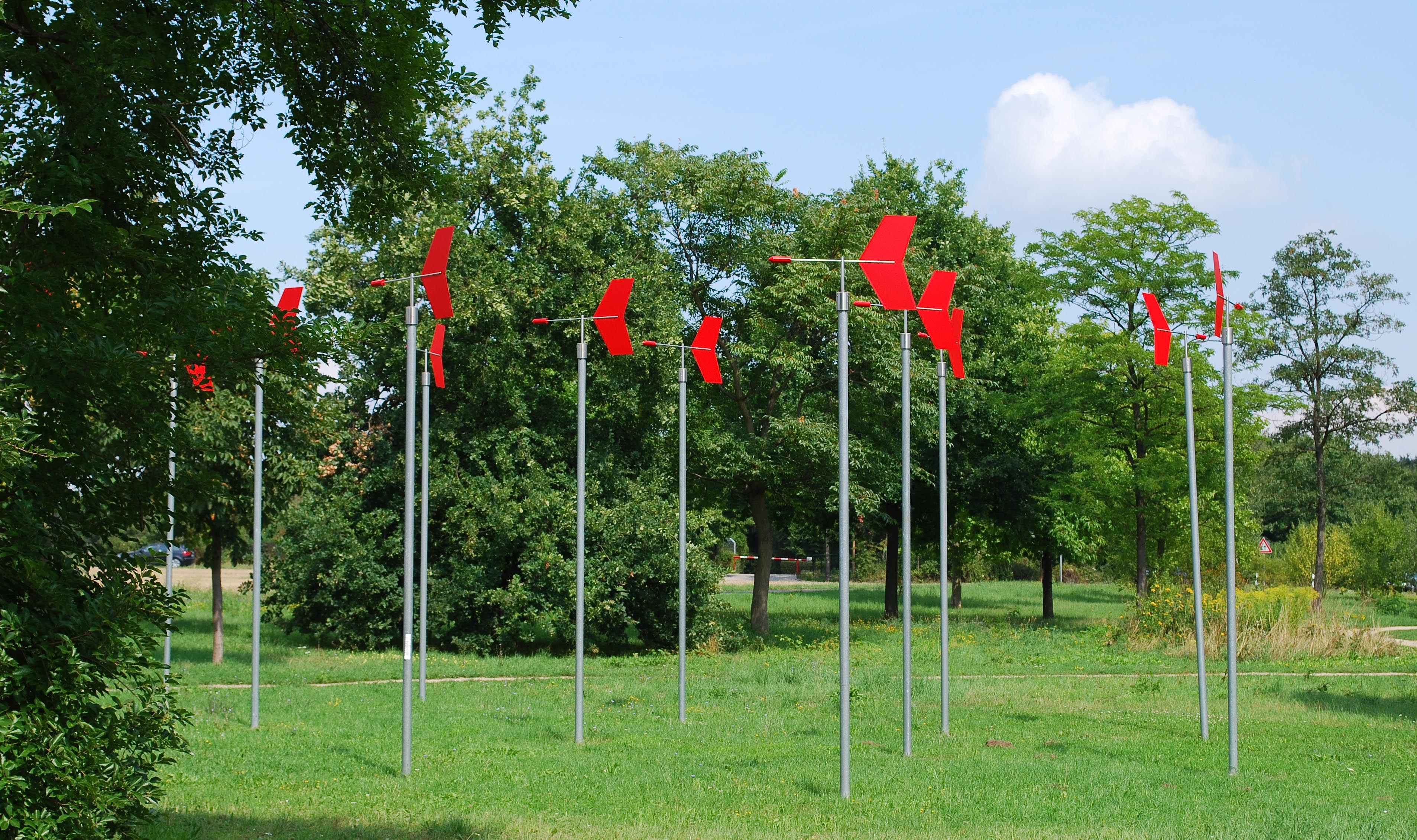
Windpark

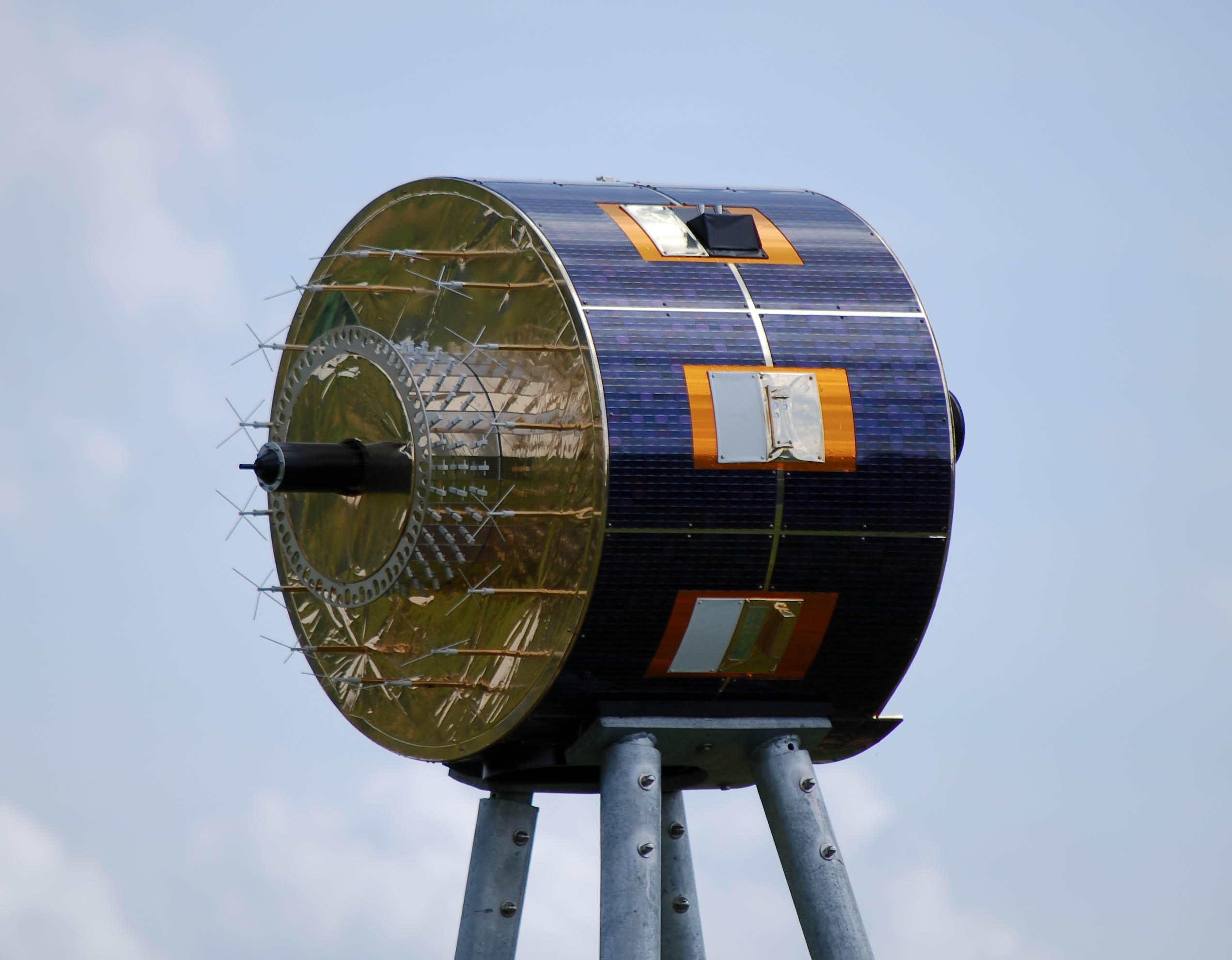
Modell des Wettersatellit Meteosat 9

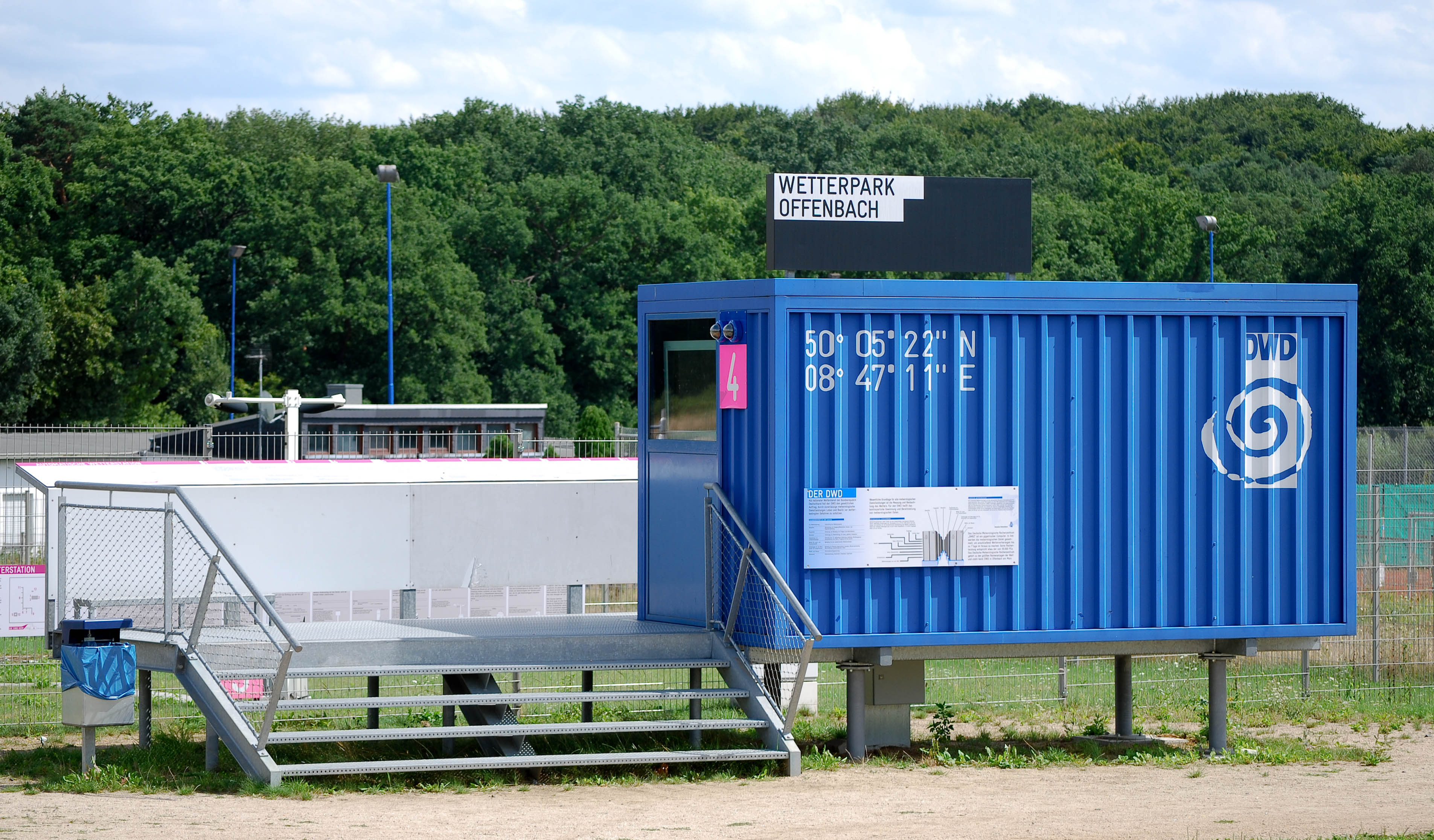
Automatische Wetterstation

Der Wetterpark Offenbach ist ein im Naherholungsgebiet Buchhügel auf dem Gebiet von Offenbach am Main gelegener Themenpark und Freilichtmuseum.

## Beschreibung
Der Wetterpark wurde am 15. Juli 2005 als Gemeinschaftsprojekt der Stadt Offenbach, des Planungsverbandes Ballungsraum Frankfurt/Rhein-Main sowie des Deutschen Wetterdienstes eingeweiht. Er befindet sich auf dem ehemaligen Gelände der Stadtgärtnerei und des städtischen Anzuchtgartens des Eigenbetriebs der Stadt Offenbach.
Die Kosten beliefen sich auf etwa 480.000 Euro, wobei 200.000 Euro von der EU beigesteuert wurden. Im Jahr 2006 wurden rund 20.000 Besucher registriert, 2007 waren es etwa 26.000. Der Park ist täglich von 8 bis 22 Uhr geöffnet; der Eintritt ist frei. Auf ungefähr 20.000 m² werden die verschiedenen Erscheinungsformen des Wetters präsentiert und erklärt. Durch den Park verläuft ein Kiesweg, der die einzelnen Stationen miteinander verbindet. Stege führen zu den Exponaten mit Grafik- und Texterläuterung.
Das neueste Exponat ist ein bogenförmiges Klettergerüst mit Kletternetzen, das das Phänomen des Strahlstroms erklärt. Der Deutsche Wetterdienst installierte auf dem Gelände Offenbachs erste vollautomatische Wetterstation mit zwölf Sensoren, deren Daten weltweit unter der WMO-Stationskennziffer 10641 verbreitet werden und nutzt den Wetterpark zudem als Anschauungsobjekt für seine internationalen Gäste.
Ende 2006 wurde ein 12,3 Meter hoher stählerner Aussichtsturm eröffnet. Eine gewinkelte Metalltreppe mit 47 Stufen führt über zwei Podeste zur 9,4 Meter hohen Aussichtsplattform, die nach Westnordwesten ausgerichtet und mit einem vorgebauten rechteckigen Peilrahmen versehen ist, an dessen Innenseiten die Begriffe Sichtweite und Lufttrübung erläutert werden. Das daher auch Sicht-Turm genannte Bauwerk ermöglicht aufgrund der Lage auf dem Bieberer Berg einen guten Blick zur Skyline von Frankfurt, bei guter Sicht auch zum Taunus mit dem Großen Feldberg in knapp 28 Kilometern Entfernung. Der Turm ist Teil des Regionalparks Rhein-Main.

## Stationen des Wetterparks
- Gewitter – Blitz und Donner
- Luftdruck
- Erdatmosphäre
- Wind
- Niederschlag
- Sonne
- Wetter
- Phänologie / Klima
- Dunst
- Strahlstrom
- Wettersatellit

## Auszeichnungen
- 2007 – Bronzeauszeichnung Das gute Netzwerk vom Deutschen Designer Club (DDC)
- 2008 – Communication Design Award von iF – International Forum Design
- 2008 – Vorschlag für den Designpreis der Bundesrepublik Deutschland durch das Hessische Ministerium für Wirtschaft, Verkehr und Landesentwicklung